# Жамбильський сільський округ (Меркенський район)
Жамби́льський сільський округ (каз. Жамбыл ауылдық округі, рос. Жамбылский сельский округ) — адміністративна одиниця у складі Меркенського району Жамбильської області Казахстану. Адміністративний центр — село Жамбил.
Населення — 10775 осіб (2021; 9688 у 2009, 9735 у 1999, 8207 у 1989).
Станом на 1989 рік існувала Джамбульська сільська рада (села Джамбул, Красна Зоря, Плодовоягодне, Талдибулак). 1997 року до складу Жамбильського сільського округу приєднано ліквідований Актоганський сільський округ. 2001 року Актоганський сільський округ був відновлений, до його складу передано також і село Красна Зоря. 2002 року село Красна Зоря було повернуто до складу Жамбильського сільського округу.

## Склад
До складу округу входять такі населені пункти:
| Населений пункт       | Старі назви | Населення, осіб (1989) | Населення, осіб (1999) | Населення, осіб (2009) | Населення, осіб (2021) |
| --------------------- | ----------- | ---------------------- | ---------------------- | ---------------------- | ---------------------- |
| Жамбил, село          | Джамбул     | 5430                   | 6534                   | 6633                   | 6861                   |
| --дільниця Жамбил     | -           | -                      | 0                      | -                      | -                      |
| Турлибай-батир, село  | Красна Зоря | 580                    | 282                    | 309                    | 577                    |
| --Тваринницька база 3 | -           | -                      | -                      | -                      | 1                      |
| --Тваринницька база 4 | -           | -                      | -                      | -                      | 1                      |
| Плодовоягодне, село   | -           | 1401                   | 1930                   | 1918                   | 2463                   |
| --МТФ                 | -           | -                      | -                      | -                      | 1                      |
| Талдибулак, село      | -           | 796                    | 989                    | 828                    | 871                    |